# Риманів-Здрій
Риманів-Здрій або Риманів-Здруй (пол. Rymanów Zdrój) — село північної Лемківщини в Польщі, у гміні Риманів Кросненського повіту Підкарпатського воєводства, поблизу містечка Риманів, центру однойменної гміни. Населення — 1434 особи (2011).
У 1975—1998 роках село належало до Кросненського воєводства.

## Демографія
Демографічна структура станом на 31 березня 2011 року:
|          | Загалом | Допрацездатний вік | Працездатний вік | Постпрацездатний вік |
| -------- | ------- | ------------------ | ---------------- | -------------------- |
| Чоловіки | 674     | 141                | 448              | 85                   |
| Жінки    | 760     | 135                | 426              | 199                  |
| Разом    | 1434    | 276                | 874              | 284                  |